# Serguéi Riabtsev
Serguéi Riabtsev (en ruso: Сергей Рябцев) es el violinista del grupo de punk gitano Gogol Bordello.
Nació en 1958 en Nizhni Nóvgorod, Rusia. En 1994 emigró a Estados Unidos y se unió a Gogol Bordello en el año 2000.

## Discografía

### Álbumes
- Multi Kontra Culti vs. Irony - 2002. Rubric Records.
- Gypsy Punks: Underdog World Strike, 2005. SideOneDummy Records.
- Super Taranta!, 2007. SideOneDummy Records.
- Transcontinental Hustle, abril de 2010. Columbia Records

### EP
- East Infection - 2004. Rubric Records.

### Sencillos
- When the Trickster Starts a-Poking - 2002 Rubric Records.
- Start Wearing Purple - 2006 SideOneDummy Records.
- Sally - 2006 SideOneDummy Records.
- Not A Crime - 2006 SideOneDummy Records.
- Wonderlust King - 2007 SideOneDummy Records.

## Filmografía
- Kill Your Idols (Film) (2004)
- Everything Is Illuminated (2005)
- The Pied Piper of Hützovina (2006)
- Gogol Bordello Non-stop  (2008)
- Filth and Wisdom (2008)